# Aloe ucriae
Aloe ucriae é uma espécie de liliopsida do gênero Aloe, pertencente à família Asphodelaceae.